# Klaus Gerwien
Klaus Gerwien (* 11. September 1940 in Lyck, Ostpreußen; † 3. September 2018) war ein deutscher Fußballspieler. Er absolvierte zwischen 1963 und 1973 für Eintracht Braunschweig 237 Bundesligaspiele und erzielte dabei 31 Tore, darunter auch das erste Braunschweiger Bundesligator am 24. August 1963 (1. Spieltag) beim 1:1-Unentschieden im Auswärtsspiel gegen den TSV 1860 München. 1967 wurde der sechsfache Nationalspieler mit der Eintracht deutscher Meister.

## Laufbahn
Klaus Gerwien kam über die Stationen 1. FC Wolfsburg (1954–1956), SSV Vorsfelde (1956–1958) und den VfL Wolfsburg (1958–1961) zur Saison 1961/62 der Fußball-Oberliga Nord zu Eintracht Braunschweig. Der Allroundspieler wurde vorwiegend als Außenstürmer, aber auch in Mittelfeld oder Abwehr eingesetzt. Von Wolfsburg brachte er aus der Runde 1958/59 bereits Spielerfahrung aus der Oberliga Nord mit. Am 18. Januar 1959 hatte Gerwien beim 4:2-Heimerfolg gegen Bergedorf 85 in der damals erstklassigen Oberliga debütiert. Willi Giesemann spielte Mittelläufer im damals praktizierten WM-System, und Gerwien stürmte auf Rechtsaußen und erzielte zwei Tore. Am Saisonende stieg der VfL als Schlusslicht in die Amateurliga Niedersachsen ab; der Mann aus Vorsfelde hatte in 13 Ligaspielen vier Tore erzielt. Nach zwei Runden mit den „Wölfen“ in der Amateurliga Niedersachsen nahm Gerwien zur Runde 1961/62 das Angebot aus Braunschweig an und wechselte zur Eintracht.
Das Oberligadebüt mit Braunschweig brachte am 6. August 1961 ein 1:1-Heimremis gegen den SV Werder Bremen. Der Neuzugang stürmte am linken Flügel, Jürgen Moll als Mittelstürmer und Joachim Bäse auf Halblinks; Helmut Hosung erzielte das Tor für den Gastgeber. Braunschweig landete auf Platz 6 und Gerwien hatte in 28 Ligaeinsätzen acht Tore erzielt. Am letzten Spieltag der erstklassigen Oberliga Nord zeichnete er sich beim 2:1-Heimerfolg gegen den VfB Lübeck als Torschütze aus, wodurch Braunschweig den dritten Rang verteidigte und zur Saison 1963/64 für die neue Fußball-Bundesliga qualifiziert war. In zwei Oberliga-Runden (1961–1963) hatte Gerwien für die Eintracht 54 Ligaspiele bestritten und 13 Tore erzielt.
Insgesamt absolvierte er von 1961 bis 1973 für die Eintracht 298 Punktspiele (44 Tore). Er wurde weniger als Vollstrecker als vielmehr als Vorbereiter wichtiger Tore bekannt. Zu seinen bedeutendsten Aktionen gehörte ein Solo, mit dem er im Februar 1963 beim Stande von 0:0 in der 83. Minute des Niedersachsen-Derbys die Abwehr von Hannover 96 schwindelig spielte und den Ball schließlich zu Manfred Wuttich passte, der zum 1:0-Endstand verwandelte. Dieses Spiel war vorentscheidend dafür, dass die Eintracht Bundesliga-Gründungsmitglied wurde; Hannover 96 hatte als Konkurrent um den dritten Bundesligaplatz im Norden bis dahin gleichauf gelegen.
Außerdem spielte Gerwien für Eintracht Braunschweig zehnmal im Europacup, wobei er einen Treffer erzielte, und sechsmal in der deutschen Fußballnationalmannschaft, erstmals 1963 gegen Algerien, 1964 gegen Marokko, vier Einsätze 1968; sein einziges Länderspieltor gelang ihm am 14. Dezember 1968 mit einem Fallrückzieher beim 2:2 gegen Brasilien in Rio de Janeiro. Des Weiteren bestritt er das am 27. November 1963 in Liverpool gegen die Auswahl Englands verlorene Länderspiel der U-23-Nationalmannschaft.
Mit Eintracht Braunschweig wurde Gerwien 1966/67 als Stammspieler Deutscher Meister. Sein damaliger Trainer Helmuth Johannsen beschrieb ihn als einen sowohl im Wettkampf und im Spiel als auch abseits des Sports sehr temperamentvollen Charakter.
1971 wurde Gerwien wegen seiner Beteiligung am Bundesliga-Skandal zu einer Geldstrafe von 4.400 DM verurteilt. Nach seiner Zeit als Bundesligaprofi ließ er seine Laufbahn im Amateurlager beim VfB Peine (1974–1977), Teutonia Uelzen (1977/78) und dem TSV Wendezelle (1978) ausklingen.

### Privates
Klaus Gerwien war verheiratet, hatte zwei Töchter und drei Enkelkinder. Er lebte zuletzt in Hordorf, wo auch eine Tochter lebt, bzw. in einem Pflegeheim in Sickte. Nach seiner Fußballkarriere betrieb der gelernte Betriebselektriker und spätere Versicherungskaufmann mit seiner Ehefrau eine Schnellreinigung in der Braunschweiger Innenstadt. Gerwien starb im September 2018, wenige Tage vor seinem 78. Geburtstag.

## Erfolge
- Deutscher Meister 1966/67